# High Altitude Venus Operational Concept

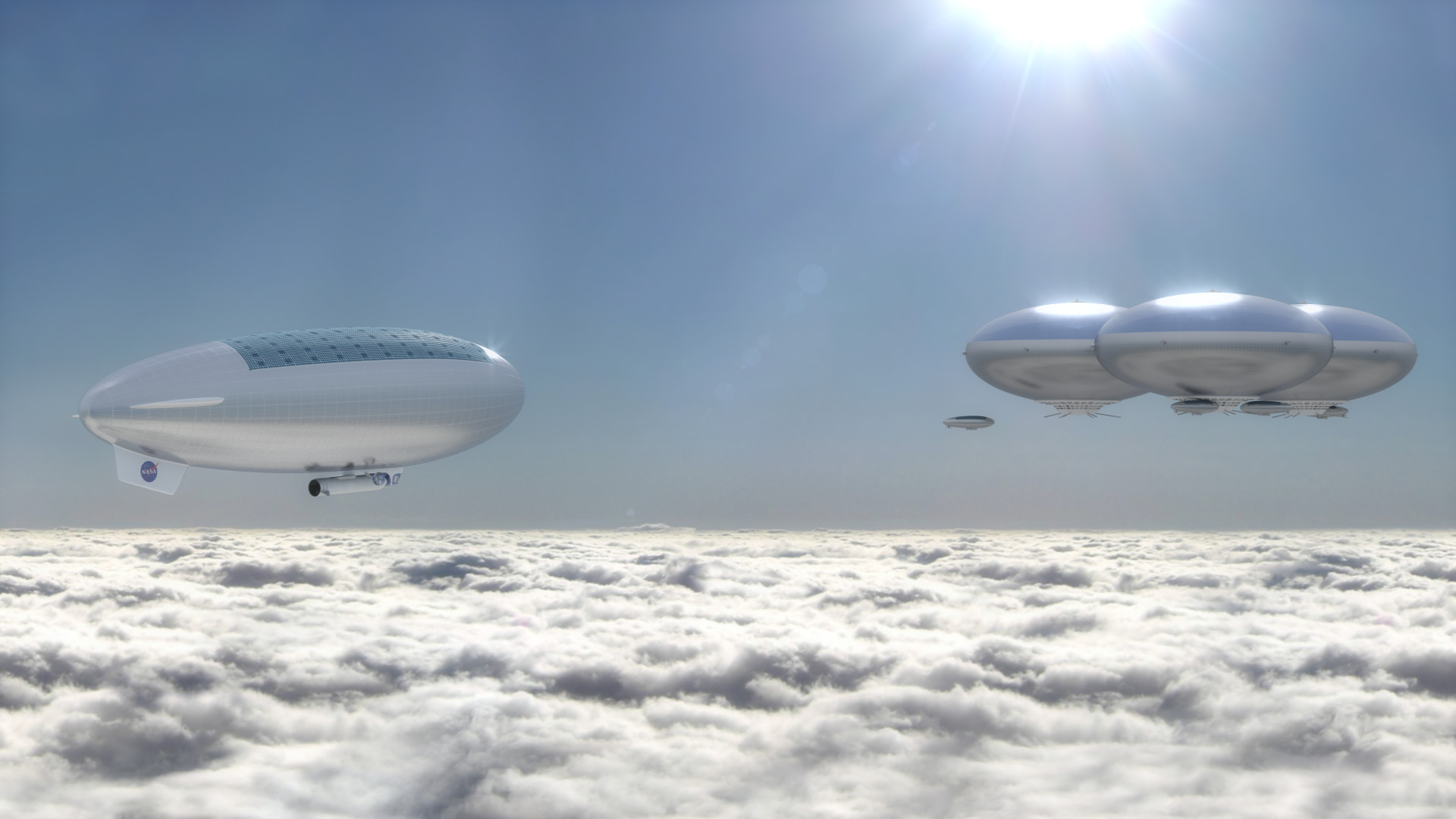
Verbeelding van de bemande verkenning van Venus.

High Altitude Venus Operational Concept (HAVOC) is een NASA-studie voor de verkenning van de planeet Venus, waarbij de atmosfeer met bemande zeppelins verkend zou worden.
HAVOC bestaat uit een serie missies die de kolonisatie van Venus mogelijk maakt in 5 stappen:
1. Robotachtige exploratie in de atmosfeer van Venus
2. Bemande missie naar Venus voor 30 dagen
3. Bemande missie in de atmosfeer van Venus voor 30 dagen
4. Bemande missie in de atmosfeer van Venus voor 1 Jaar
5. Langdurige menselijke aanwezigheid in een zwevende ballon.